# Combat School
Combat School ist ein Arcade-Spiel, das 1987 von der japanischen Firma Konami veröffentlicht wurde. Noch im selben Jahr erfolgte eine Portierung des Spiels auf diverse damals gängige Heimcomputer. Der Spieler hat in Combat School die Aufgabe, als Rekrut die Grundausbildung beim United States Marine Corps zu absolvieren.

## Spielprinzip
Combat School ist ein Multi-Event-Sportspiel von Ocean Software aus dem Jahr 1987. Der Spieler absolviert ein Ausbildungsprogramm in einem Boot Camp der US-Army. Das Spiel ist ähnlich wie die Spiele Summer Games oder World Games der Epyx-Spiele-Serie aufgebaut. Es können zwei Spieler gegeneinander oder ein Spieler gegen den Computer spielen.
Nach erfolgreichem Abschluss der sechsten Disziplin tritt der Spieler im Nahkampf mit dem Ausbilder an und startet danach zu einer Rettungsmission. Vor dem Start der Rettungsmission kann der Spieler anhand einer Tabelle aus seiner erreichten Punktzahl den erreichten Dienstgrad ersehen. In der Rettungsmission muss der Spieler Geiseln befreien. Eine US-Botschaft ist nämlich von Terroristen besetzt worden. Der Spieler hat die Aufgabe, die dort gefangen gehaltenen Geiseln zu retten.

### Disziplinen
Jede Disziplin muss in 30 Sekunden erfolgreich absolviert werden. Gelingt es, eine Disziplin in weniger als der veranschlagten Zeit zu meistern bzw. mehr Treffer zu erzielen, als gefordert sind, werden Bonuspunkte und Extrazeit für die nächste Disziplin gutgeschrieben. Scheitert man nur knapp an der Vorgabe, erhält man die Möglichkeit, durch das Ausführen von Straf-Klimmzügen durch Joystickrütteln dennoch weiterspielen zu dürfen.
- Hindernisparcours
- Schießstand 1
- Iron-Man-Rennen
- Schießstand 2
- Armdrücken
- Schießstand 3
- Nahkampf mit dem Ausbilder

## Entwicklungs- und Veröffentlichungsgeschichte
Das Spiel wurde für die folgenden Systeme veröffentlicht: Amstrad CPC, Commodore 64 und ZX Spectrum.

## Rezeption
Die deutsche Computerspielezeitschrift Power Play lobte die Automatenumsetzung der C64-Version als „kaum besser vorstellbar“ und stellte die Titelmusik von Martin Galway positiv heraus. Das Spiel sei wegen seiner intensiven Steuerung körperlich fordern, mache aber „riesigen Spaß“.